# XII Brygada Kawalerii
XII Brygada Kawalerii (XII BK) – brygada kawalerii Wojska Polskiego II RP.

## Historia brygady
XII Brygada Kawalerii została sformowana w 1924 roku, w Ostrołęce, w składzie 2 Dywizji Kawalerii. Jej sztab stacjonował w koszarach w Wojciechowicach.
Wiosną 1937 XII BK została rozformowana. 5 pułk Ułanów Zasławskich podporządkowany został dowódcy Podlaskiej, a 7 pułk Ułanów Lubelskich – Mazowieckiej Brygady Kawalerii.

## Organizacja pokojowa XII BK
- Dowództwo XII Brygady Kawalerii w Ostrołęce
- 5 pułk Ułanów Zasławskich w Ostrołęce
- 7 pułk Ułanów Lubelskich w Mińsku Mazowieckim

## Obsada personalna Dowództwa XII BK
Dowódcy brygady
- płk kaw. Stefan Strzemieński (1 VI 1924[3][4] – IX 1926[5])
- płk kaw. Jan Głogowski (IX 1926[6] – 31 VIII 1928[7])
- płk kaw. Sergiusz Zahorski (1 IX 1928 - 22 III 1929[8])
- płk kaw. Anatol Jezierski (wz. 1 IV 1929 – IV 1930[9])
- płk kaw. Stefan Dembiński (IV 1930[10][1] – XII 1932[11])
- płk kaw. Piotr Skuratowicz (XII 1932[12] – 1937)

Oficerowie sztabu
- rtm. dypl. Kazimierz Buterlewicz (XI 1930[13] – I 1934[14])

Szefowie sztabu
- rtm. dypl. Antoni III Malinowski (od I 1934[14])